# Монтеларко (Рим)
Монтеларко је насеље у Италији у округу Рим, региону Лацио.
Према процени из 2011. у насељу је живело 1303 становника. Насеље се налази на надморској висини од 249 м.